# Večernica
Večernica szlovák nyelven megjelenő, elsődlegesen nők számára kiadott egyházi havilap volt Csehszlovákiában, majd Szlovákiában. Az 1925-ben alapított lapot Óturán adták ki. Utolsó lapszáma 1944-ben jelent meg.